# Aurela Nerlo
Aurela Nerlo (Glogów, Polònia, 11 de febrer de 1998) és una ciclista polonesa que, des de 2024, competeix amb l'equip francès Winspace. Prèviament, havia corregut amb el CCC-Liv (2020) i el Massi - Tactic Women Team (2022 i 2023).
Els seus millors resultats són el segon lloc a l'Omloop Het Nieuwsblad de 2025 i a la classificació general del Tour de Feminin de 2019, el subcampionat al Campionat Nacional de Polònia de Contrarellotge de 2021 i el tercer lloc al de 2019, classificació que li va servir per a guanyar el Campionat Nacional de Polònia de Contrarellotge sub-23.